# Max Corvo
Max Corvo (Augusta, 20 maggio 1920 – Middletown, 4 giugno 1994) è stato un militare statunitense.
Nato in Italia ma trasferitosi da ragazzo negli Stati Uniti, diresse l'ufficio italiano dell'Office of Strategic Services (O.S.S.), il servizio segreto americano, durante la Campagna d'Italia (1943-1945) nella seconda guerra mondiale.

## Biografia
Biagio Massimo Corvo, detto Max, nasce ad Augusta, Sicilia. Per le sue idee antifasciste, il padre Cesare Corvo, originario di Melilli, è costretto nel 1923 a espatriare in America, lasciando in Italia la moglie Giuseppina Arena e il figlioletto. Solo nel 1929, ottenuta la cittadinanza americana il padre poté riunirsi ai familiari a Middletown (Connecticut), dove esisteva da tempo una numerosa comunità di Melillesi. A Middletown Cesare Corvo continuò la sua attività politica antifascista tra gli immigrati italiani, fondando un settimanale in lingua italiana (The Middletown Bulletin) ed intessendo intensi rapporti con altri gruppi di antifascisti presenti negli Stati Uniti.

### A capo dei servizi segreti americani in Italia durante la seconda guerra mondiale
Max Corvo cresce così in un ambiente che ha mantenuto dei legami strettissimi con la lingua, la cultura e la politica italiane. Quando si arruola come volontario nell'esercito americano nel 1941, queste sue potenzialità sono subito notate dai suoi superiori che lo distaccano (nome in codice "Maral", tessera n.45) presso la neonata sezione italiana dell'Office of Strategic Services (O.S.S), il servizio segreto americano, sezione creata dal vice-direttore Earl Brennan con il compito di preparare e quindi assistere con servizi di intelligence l'invasione alleata dell'Italia. Corvo sfrutta appieno i suoi legami familiari con la Sicilia e le conoscenze che grazie al padre egli ha acquisito degli ambienti antifascisti italoamericani ed italiani. Grazie alla sua rete di conoscenze e alla sua energia e capacità organizzative, nonostante la giovanissima età (ha solo 22 anni), Corvo raggiunge il vertice dell'organizzazione, divenendone in breve il responsabile. Attorno a lui raduna anzitutto un gruppo di amici siculo-americani di Middletown (tra cui Emilio Daddario) per espandere quindi la rete ad ambienti italiani antifascisti di altre città che lo aiutassero ad intessere rapporti nelle varie regioni italiane.
Già nel 1942, Corvo delinea piani dettagliati di intelligence per lo sbarco in Sicilia. Quando il piano entra nella sua fase militare operativa, alla fine di maggio del 1943, Corvo si reca in Nord Africa e nel luglio il suo gruppo è tra i primi a sbarcare, stabilendo la sua base operativa al castello di Falconara. Dopo l'8 settembre 1943, il gruppo OSS di Corvo si trasferisce a Brindisi, dove getta le basi di una collaborazione organica tra i servizi segreti americani e quelli di governo di Badoglio, dal 1º ottobre 1943 diretti dal colonnello Pompeo Agrifoglio.
Max Corvo agisce con grande spregiudicatezza a tutto campo, non esitando a intessere controversi rapporti anche con elementi della mafia siciliana. Al tempo stesso, Corvo, grazie alla reputazione antifascista della sua famiglia, ha solidi legami con gli ambienti democratici ed antifascisti italiani. Incurante delle tensioni che ciò provoca specialmente con gli alleati inglesi che lavoravano per il mantenimento della monarchia, Corvo privilegia i rapporti con le forze repubblicane (anche socialiste e comuniste) della Resistenza Italiana e il Comitato di Liberazione Nazionale, collabora con gli agenti dell'Organizzazione Resistenza Italiana (ORI), ha contatti regolari con Randolfo Pacciardi, Giuseppe Romita, Ferruccio Parri, Gian Carlo Pajetta e Luigi Sturzo.
Ai gruppi partigiani operanti nel Nord Italia Corvo fornisce non solo intelligence ma armi e viveri, con l'obiettivo di indebolire la capacità militare tedesca e, negli ultimi mesi del conflitto, per impedire la distruzione delle infrastrutture produttive e industriali italiane.
Nei giorni della Liberazione, il 25 aprile 1945, Corvo invia Daddario dalla Svizzera a capo di una unità speciale con la missione di catturare i capi militari della Repubblica Sociale Italiana, inclusi Benito Mussolini (che però è nel frattempo intercettato e fucilato dalla Resistenza Italiana) e i comandanti militari Rodolfo Graziani, Ruggero Bonomi e Rosario Sorrentino.

### Il dopoguerra
Congedatosi dall'esercito con il grado di maggiore, dopo la guerra Corvo vive ancora in Italia a Roma per qualche anno con la moglie, Mary A. Donovan, anch'essa impiegata nell'OSS. Corvo lavora in una società internazionale di consulenza aziendale.
Nel 1948 la famiglia Corvo rientra a Middletown, CT dove nel 1949 Max e la moglie creano una casa editrice "The Middletown Bulletin Incorporated" che pubblica a Hartford, Waterbury, New Haven e Middletown nel Connecticut una serie di settimanali bilingui in italiano e inglese, compreso il giornale fondato dal padre.
Nel 1962 la famiglia torna in Italia, a Catania, dove Max Corvo lavora in un'azienda per il commercio degli agrumi. Il ritorno definitivo in America avviene nel 1967. Max Corvo continua il suo impegno sociale e politico nelle file del Partito Repubblicano.
Nel 1989 Corvo racconta la propria esperienza militare nel corso della seconda guerra mondiale in un libro autobiografico: "The O.S.S. in Italy 1942-1945: A Personal Memoir" (New York: Praeger). Il libro, ristampato nel 2005, appare in edizione italiana nel 2006.
Max Corvo muore a Middletown il 4 giugno 1994.